# Eyüp-Sultan-Moschee (Telfs)

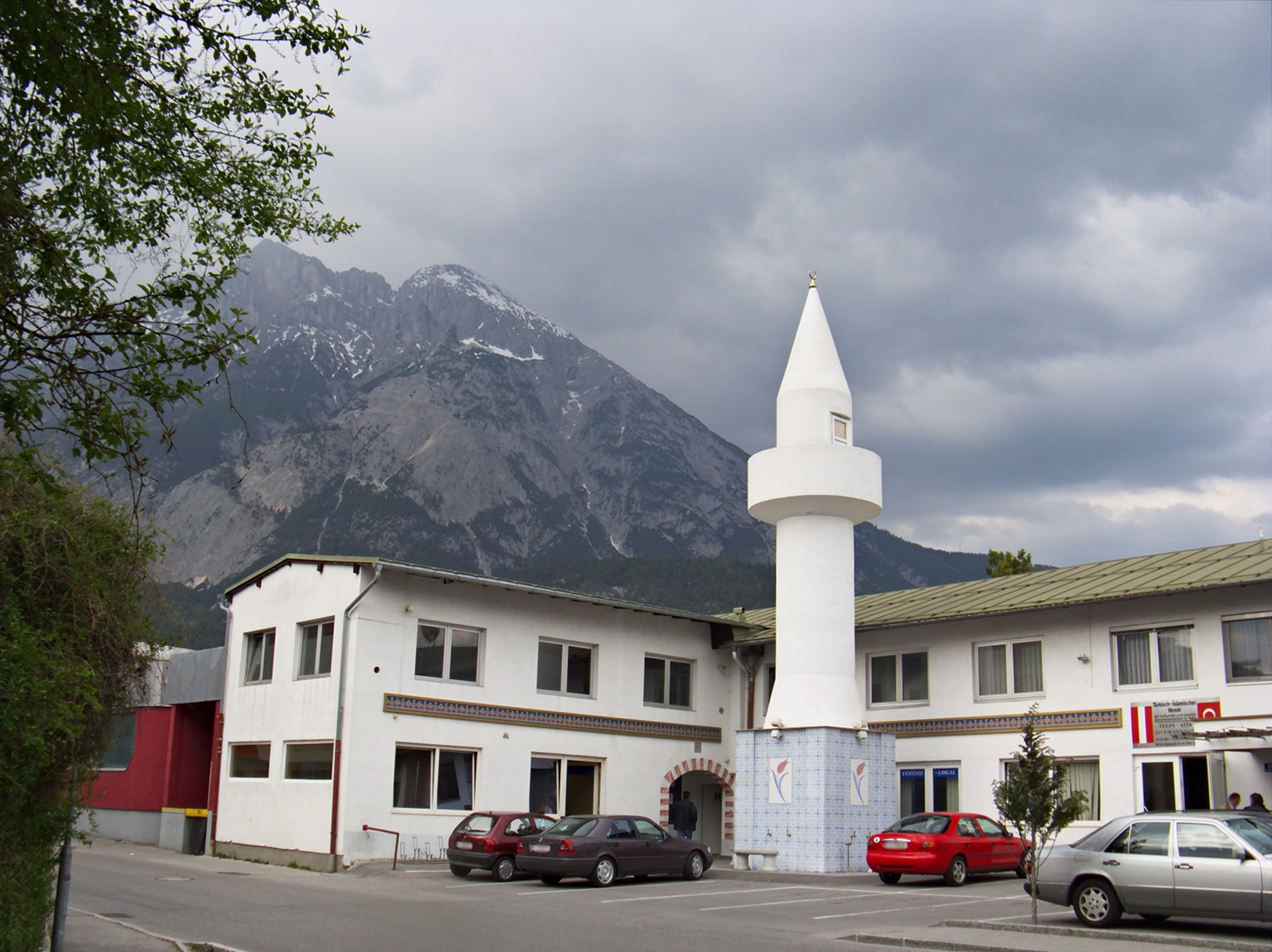
Eyüp-Sultan-Moschee

Die Eyüp-Sultan-Moschee (Telfer Moschee) ist das islamische Gebetshaus der österreichischen Moscheegemeinde in Telfs. Die Moschee wurde 1998 eröffnet und 2006 nach einem landesweit bekannten Rechtsstreit mit einem 15 Meter hohen Minarett (nachdem 29 Meter geplant waren) ergänzt. Es ist nach dem 1979 eröffneten Islamischen Zentrum Wien der zweite Bau einer Moschee in Österreich überhaupt.

## Minarettstreit von Telfs
2005 wurde ein kontrovers diskutierter Antrag der ATIB (Türkisch Islamische Union für Kulturelle und Soziale Zusammenarbeit in Österreich) auf Bau eines Moscheeturms in der österreichischen Gemeinde Telfs in den Medien zum Minarettstreit von Telfs stilisiert.

### Verlauf
Im Zentrum des Streits standen der Bürgermeister der Gemeinde Stephan Opperer und der FPÖ-Politiker Gerald Hauser. Teile der nichtmuslimischen Bevölkerung Telfs hatten Vorbehalte gegen den Bau des Turms, die Gründung einer Bürgerinitiative gegen das Vorhaben folgte. Das in der Planung befindliche 20 Meter hohe Minarett genügte jedoch vollends den Bestimmungen der Bauordnung Tirols, weshalb Bürgermeister Opperer den Standpunkt vertrat, dass es für eine Untersagung des Baus keine rechtliche Grundlage gäbe. Diese Haltung brachte ihm unter anderem Morddrohungen ein. Die Kontroverse nahm laut Medienberichten Ausmaße eines „regelrechten Kulturkampfes“ an. Um die emotionsgeladene Stimmung in Telfs zu beruhigen, wurde schlussendlich verhandelt, den Turm fünf Meter niedriger zu bauen. Die Baubewilligung beinhaltete des Weiteren die Auflage, dass auf am Turm angebrachte Lautsprecher zu verzichten sei.
Nach einer Sprühattacke auf das Glaubenszentrum brachte der Vorsteher der Moschee belastende Beweise gegen einen 33-jährigen Blogger vor, welcher dann zu einer nicht rechtskräftigen Freiheitsstrafe von 5 Monaten verurteilt wurde.

### Ergebnis
Im März 2006 wurde die Moschee mit einem Gebetsturm ergänzt. Er ist der erste Bau eines Minarettes in Tirol.

### Wirkung
Der Minarettstreit machte die Gemeinde Telfs überregional bekannt und zum Gegenstand von zahlreichen Artikeln und Reportagen.
Der Autor Felix Mitterer verarbeitete den Minarettstreit in dem 2009 gesendeten Tatortkrimi Baum der Erlösung, der in Österreich in einen ORF-Themenabend über Integration eingebettet wurde. Der Krimi wurde von seinem Autor als „Aufruf zur Versöhnung“ angelegt. Anschließend an die Ausstrahlung des Krimis wurde eine in Telfs gedrehte Sendefolge von „Am Schauplatz“ ausgestrahlt, in der über das Miteinanderleben der unterschiedlichen Kulturen in dieser 15.000-Seelengemeinde, in welcher 3.000 mit türkischem Migrationshintergrund leben, berichtet. Es kamen sowohl Einheimische als auch Zuwanderer dabei zu Wort. Im Anschluss daran war eine Diskussionsrunde unter Leitung der Moderatorin Ingrid Thurnher über Integration, speziell der Moslems, in Österreich.